# Srbice, Domažlice
Srbice là một làng thuộc huyện Domažlice, vùng Plzeňský, Cộng hòa Séc.